# هوانگ سو جونگ
هوانگ سو جونگ (کره‌ای: 황수정؛ زادهٔ ۲۴ دسامبر ۱۹۷۲) بازیگر اهل کره جنوبی است. پس از آغاز حرفه در سال ۱۹۹۴، هوانگ به خاطر ایفای نقش بانو یه جین در درام تاریخی هور جون (۱۹۹۹) به شهرت رسید و این مجموعه به میانگین آمار بینندگان ۵۴٪ دست یافت. او به خاطر عملکردش در این مجموعه، در مراسم جوایز درامای ام‌بی‌سی سال ۲۰۰۰ برنده دو جایزه بهترین بازیگر زن و محبوب‌ترین بازیگر شد.